# 十兵衛暗殺剣
『十兵衛暗殺剣』（じゅうべえあんさつけん）は、東映製作、倉田準二監督、近衛十四郎主演により、1964年10月14日に封切られた時代劇映画である。 東映時代劇の傑作の一つと評される。

## あらすじ
寛永元年（1624年）、遠乗り中の将軍・徳川家光の前に一人の侍が立ちはだかる。侍の名は幕屋大休、新陰流の開祖・上泉伊勢守の高弟・松田織部正の弟子であった。松田は小太刀をとっては柳生新陰流の祖石舟斎をも凌ぐと言われた達人だったが、豊臣家に仕えたため不遇のうちに世を去っていた。幕屋は松田から印可状を受けた自分こそが新陰流の正当な継承者であると主張、家光に同道していた将軍家剣術指南役・柳生十兵衛に挑戦する。家光は柳生の指南役としての面目を慮り、幕屋の主張を黙殺するが、その後幕屋は弟子を率いて柳生一門を挑発、これに乗せられた柳生の門弟たちは幕屋を襲撃して返り討ちに遭い、その他の門弟たちも惨殺されてしまう。
怒りに燃えた十兵衛は、柳生一門の高弟を率いて幕屋の根城である琵琶湖の竹生島に向かうが、島では幕屋一味と、彼らと手を結んだ琵琶湖の盗賊、“湖賊”が待ち受けていた。

## 特色
本作では、五味康祐の同名作品を映画化した「柳生武芸帳」シリーズの最終作（9作目）。引き続き近衛十四郎が柳生十兵衛を演じた。原作者が異なる（紙屋五平）ことに加え、武芸帳が一切登場してこないそのストーリーから見て、正確には同シリーズの一作とは言い難いが、東映は本作をシリーズに含めている。
元々「柳生武芸帳」シリーズは、勧善懲悪物として製作されていたが、6作目の『柳生武芸帳 片目水月の剣』から幕府（十兵衛）とそれに対抗する反逆者との闘争劇として描かれ始め、明朗時代劇からリアリズム路線へと変わっていった。そして、その作風は『十兵衛暗殺剣』で頂点を迎える事になる。剣豪・十兵衛を主人公に据えながら、その超人性は著しく薄められ、虚無的な雰囲気と凄惨な描写、リアルな殺陣（過酷な状況下での集団戦、体力の消耗、武器の破損）といった要素は、むしろ東映が同時期に製作した「集団抗争時代劇」と共通しているため、このジャンルの代表作の一つとも評される（すでに8作目の『柳生武芸帳　片目の忍者』では、十兵衛と数十名の忍者が敵の砦に突撃するシーンをクライマックスとしており、集団抗争時代劇のシリーズへの影響が窺える）。
幕屋大休を演じた大友柳太朗は近衛と同世代（2歳年長）東映移籍後初めての好敵手と言え2人は『危うし怪傑黒頭巾』、『赤穂浪士』、『赤い影法師』等で共演しているがいずれも東映生え抜きだった大友の方が格上、本作で立場が逆転したが大友にとっては『加賀騒動』で主演スターに復帰後11年ぶりの悪役となった。ただし幕屋を従来通りの悪役に描いておらずむしろ悪の道に入らざる得なかったヒーローとして描いており二度にわたる決斗場面～足場のぐらつく船上と同じく動き難い琵琶湖の浅瀬～も十兵衛にとって形勢不利な描き方も特筆に値する。

## スタッフ
- 監督：倉田準二
- 企画：森義雄、秋元隆夫
- 原作：紙屋五平
- 脚本：高田宏治
- 撮影：鷲尾元也
- 音楽：鏑木創
- 美術：吉村晟

## キャスト
- 柳生十兵衛：近衛十四郎
- 幕屋大休：大友柳太朗
- 城所早苗：河原崎長一郎
- 美鶴：宗方奈美
- 庄田喜左衛門：内田朝雄
- 篠：岡田千代
- 徳川家光：林真一郎
- 柳生但馬守：香川良介
- 松平伊豆守：北竜二
- 長近江之介：雲井三郎
- 田丸宗十郎：神戸瓢介
- 出淵平兵衛：大木悟郎
- 津軽伯典：近江雄二郎
- 箕作平三：国一太郎
- 忍藤九郎：河村満和
- 倉森八十助：神木真寿雄
- 宝生緑之助：鈴木金哉
- 泊角次郎：唐沢民賢
- 河村周防：原京市
- 工藤嘉次郎：脇中昭夫
- 七尾理助：鷹司譲紀
- 朝妻の源：高杉玄
- 菅の木又：山本一郎
- 与助：源八郎
- 後宝綱：波多野博
- 宮三蔵：小田部通麿
- 浦の郷兵衛：木谷邦臣
- 川谷拓三
- 志賀勝
- 福本清三